# Trémentines
Trémentines és un municipi francès situat al departament de Maine i Loira i a la regió de País del Loira. L'any 2007 tenia 2.865 habitants.

## Demografia

### Població
El 2007 la població de fet de Trémentines era de 2.865 persones. Hi havia 1.078 famílies de les quals 241 eren unipersonals (125 homes vivint sols i 116 dones vivint soles), 350 parelles sense fills, 441 parelles amb fills i 46 famílies monoparentals amb fills.
La població ha evolucionat segons el següent gràfic:
Habitants censats

### Habitatges
El 2007 hi havia 1.138 habitatges, 1.096 eren l'habitatge principal de la família, 3 eren segones residències i 39 estaven desocupats. 1.064 eren cases i 70 eren apartaments. Dels 1.096 habitatges principals, 795 estaven ocupats pels seus propietaris, 292 estaven llogats i ocupats pels llogaters i 10 estaven cedits a títol gratuït; 6 tenien una cambra, 49 en tenien dues, 145 en tenien tres, 271 en tenien quatre i 624 en tenien cinc o més. 870 habitatges disposaven pel capbaix d'una plaça de pàrquing. A 450 habitatges hi havia un automòbil i a 559 n'hi havia dos o més.

### Piràmide de població
La piràmide de població per edats i sexe el 2009 era:
| Homes | Edats   | Dones |
| ----- | ------- | ----- |
| 4     | 95 o +  | 4     |
| 1     | 90 a 94 | 24    |
| 14    | 85 a 89 | 8     |
| 26    | 80 a 84 | 11    |
| 26    | 75 a 79 | 65    |
| 64    | 70 a 74 | 67    |
| 50    | 65 a 69 | 52    |
| 63    | 60 a 64 | 50    |
| 72    | 55 a 59 | 56    |
| 94    | 50 a 54 | 106   |
| 106   | 45 a 49 | 120   |
| 120   | 40 a 44 | 110   |
| 92    | 35 a 39 | 71    |
| 111   | 30 a 34 | 84    |
| 103   | 25 a 29 | 86    |
| 98    | 20 a 24 | 95    |
| 151   | 15 a 19 | 111   |
| 93    | 10 a 14 | 121   |
| 79    | 5 a 9   | 71    |
| 81    | 0 a 4   | 51    |

## Economia
El 2007 la població en edat de treballar era de 1.843 persones, 1.449 eren actives i 394 eren inactives. De les 1.449 persones actives 1.367 estaven ocupades (750 homes i 617 dones) i 83 estaven aturades (30 homes i 53 dones). De les 394 persones inactives 155 estaven jubilades, 150 estaven estudiant i 89 estaven classificades com a «altres inactius».

### Ingressos
El 2009 a Trémentines hi havia 1.100 unitats fiscals que integraven 2.881 persones, la mediana anual d'ingressos fiscals per persona era de 17.530 €.

### Activitats econòmiques
Dels 90 establiments que hi havia el 2007, 1 era d'una empresa extractiva, 2 d'empreses alimentàries, 2 d'empreses de fabricació de material elèctric, 12 d'empreses de fabricació d'altres productes industrials, 9 d'empreses de construcció, 16 d'empreses de comerç i reparació d'automòbils, 5 d'empreses de transport, 4 d'empreses d'hostatgeria i restauració, 1 d'una empresa d'informació i comunicació, 6 d'empreses financeres, 3 d'empreses immobiliàries, 12 d'empreses de serveis, 14 d'entitats de l'administració pública i 3 d'empreses classificades com a «altres activitats de serveis».
Dels 21 establiments de servei als particulars que hi havia el 2009, 1 era una oficina de correu, 3 oficines bancàries, 4 tallers de reparació d'automòbils i de material agrícola, 1 autoescola, 2 guixaires pintors, 3 lampisteries, 2 electricistes, 2 perruqueries, 2 restaurants i 1 saló de bellesa.
Dels 5 establiments comercials que hi havia el 2009, 2 eren fleques, 1 una carnisseria, 1 un drogueria i 1 una floristeria.
L'any 2000 a Trémentines hi havia 71 explotacions agrícoles que ocupaven un total de 2.695 hectàrees.

## Equipaments sanitaris i escolars
El 2009 hi havia 1 farmàcia i 1 ambulància.
El 2009 hi havia 1 escola maternal i 2 escoles elementals.

## Poblacions més properes
El següent diagrama mostra les poblacions més properes.